# Clara Sánchez
|  | No confondre amb Clara Sanchez, ciclista francesa |

Clara Sánchez (Guadalajara, 1 de març de 1955) és una escriptora i professora espanyola.
Es traslladà a Madrid, on resideix, i es va llicenciar en Filologia Hispànica a la Universitat Complutense. Es va dedicar a impartir classes a instituts i a la UNED, fins que es va bolcar a la professió d'escriptora. Va participar en el programa de televisió ¡Qué grande es el cine!, a més de col·laboracions en altres mitjans com el diari El País.
Clara Sánchez ha publicat les novel·les Piedras preciosas (1989), No es distinta la noche (1990), El palacio varado (1993), Desde el mirador (1996), El misterio de todos los días (1999), Últimas noticias del paraíso (2000), Un millón de luces (2004), Presentimiento (2008), Lo que esconde tu nombre (2010), Entra en mi vida (2012) i El cielo ha vuelto (2013). Ha escrit els prefacis d'obres de Yukio Mishima i Andrzej Szczypiorski.
Ha rebut el Premi Alfaguara de 2000 per la novel·la Últimas noticias del paraíso, el Premi Nadal de 2010 per Lo que esconde tu nombre, el Premi Mandarache 2013 per Lo que esconde tu nombre i Premi Planeta de 2013 per El cielo ha vuelto.

## Novel·les
- Piedras preciosas (1989).
- No es distinta la noche (1990).
- El palacio varado (1993).
- Desde el mirador (1996).
- El misterio de todos los días (1999).
- Últimas noticias del paraíso (2000).
- Un millón de luces (2003).
- Presentimiento (2008).
- Lo que esconde tu nombre (2010).
- Entra en mi vida (2012)
- El cielo ha vuelto (2013)